# Villalbilla Sobresierra
Villalbilla Sobresierra es una localidad situada en la provincia de Burgos, comunidad autónoma de Castilla y León (España), comarca de Alfoz de Burgos. Su situación administrativa es la de Entidad Local Menor dependiente del ayuntamiento de Merindad de Río Ubierna.

## Datos generales
En 2006, contaba con 12 habitantes. Está situada 13 kilómetros al norte de la capital del municipio, Sotopalacios, junto a las localidades de Robredo Sobresierra, Quintanarrío, Mata y Gredilla la Polera.
Villalbilla está bañada por el río Ubierna y por su afluente el arroyo Jordán.

## Comunicaciones
- Carretera: Camino de acceso desde la carretera autonómica CL-629 de Burgos a Villarcayo por el puerto de La Mazorra .

## Historia
Lugar que formaba parte de la Jurisdicción de Río Ubierna en el Partido de Burgos, uno de los catorce que formaban la Intendencia de Burgos, durante el periodo comprendido entre 1785 y 1833.  En el Censo de Floridablanca de 1787 figura como jurisdicción de realengo con alcalde pedáneo.
Antiguo municipio de Castilla la Vieja en el Partido de Burgos código INE- 095181 que en el censo de la matrícula catastral contaba con trece hogares y 36 vecinos. Entre el censo de 1857 y el anterior, este municipio desaparece porque se integra en el municipio 09147 Gredilla la Polera.

## Parroquia
Iglesia de Santa Centola, dependiente de la parroquia de Ubierna, en el arciprestazgo de Ubierna Úrbel.